# Валері Боннетон
Валері́ Боннето́н (фр. Valérie Bonneton; нар. 5 квітня 1970, Сомен, Нор, Франція) — французька акторка.

## Біографія
Валері Боннетон народилася 5 квітня 1970 року в місті Сомені (департамент Нор, Франція). До шістнадцятирічного віку вона жила у французькій комуні Аніш, де закінчила коледж. Після цього Велері навчалася акторській майстерності в акторській школі «Cours Florent», а потім у Вищій національній консерваторії драматичного мистецтва в Парижі, яку закінчила в 26 років. Починала свою кар'єру в театрі, де познайомилася зі своїм майбутнім чоловіком Франсуа Клюзе.
Дебютувавши в кіно у 1995 році, Боннетон спочатку грала невеликі й епізодичні ролі. Популярність акторці принесла зіграна нею одна з головних ролей у телесеріалі 2007 року «Що таке добре, що таке погано», після чого її частіше почали запрошувати на ролі у великому кіно.
У 2010 році Валері Боннетон зіграла у фільмі Ґійома Кане «Маленькі секрети», де знімалася разом зі своїм чоловіком Франсуа Клюзе і французькою акторкою Маріон Котіяр. У 2011 році за роботу у цьому фільмі Боннетон було номіновано на здобуття кінопремії «Сезар» у категорії за найкращу жіночу роль другого плану.
У 2013 році Валері Боннетон виконала головну роль у пригодницькій комедії режисера Олександра Коффре «Вулкан пристрастей», а її напарником по ролі став французький актор Дені Бун. У тому ж році Боннетон з'явилася на екрані в ще одній стрічці «Кохання у квадраті» (реж. Даніель Томпсон), а через рік знялася відразу в декількох французьких комедіях, серед яких «Напевно», «Кохання від усіх хвороб» (режисером виступив її колега актор Дені Бун) і «Джекі в царстві жінок» (реж. П'єр Жоліве) з Шарлоттою Генсбур і Венсаном Лакостом в головних ролях.
У січні 2016 року Валері Боннетон була нагороджена французьким орденом Мистецтв та літератури (кавалер).

## Особисте життя

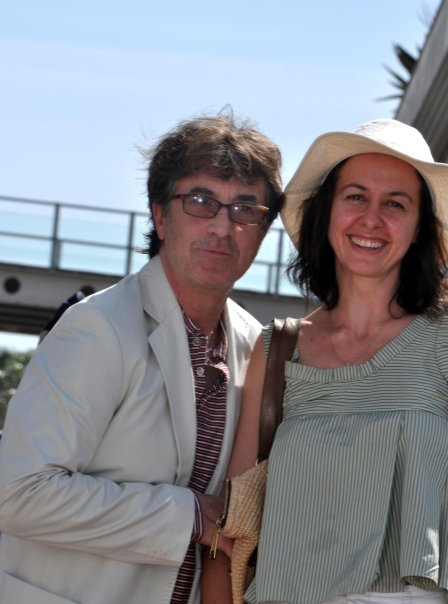
Валері Боннетон з Франсуа Клюзе у 2009 році

Валері Боннетон тринадцять років перебувала в цивільному шлюбі з відомим актором Франсуа Клюзе. У 2001 році Валері народила від нього сина Джозефа, а в 2006 році — доньку Маргарет. У жовтні 2010 року пара заявила, що офіційно розлучилася.

## Фільмографія (вибіркова)
| Рік       |    | Українська назва              | Оригінальна назва                   | Роль                             |
| --------- | -- | ----------------------------- | ----------------------------------- | -------------------------------- |
| 1996      | ф  | Кохання плюс...               | Love, etc.                          | флорист                          |
| 1997      | тф | Зіграємо по-великому          | Viens jouer dans la cour des grands | Патриція                         |
| 1998      | ф  | Шлях вільний                  | La voie est libre                   | Бріжит                           |
| 1998      | ф  | Рейв-паті (партія страйкарів) | (G)rève party                       |                                  |
| 1998      | ф  | Жанна і чудовий хлопець       | Jeanne et le garçon formidable      | Софі                             |
| 1998      | ф  | Смерть китайця                | La mort du chinois                  | Фло                              |
| 1998      | ф  | Прогулянка з дурнями          | Mookie                              | сестра Роза                      |
| 1999      | ф  | Чоловік мого життя            | L'homme de ma vie                   | Міріам                           |
| 2000      | ф  | Сентиментальні долі           | Les destinées sentimentales         | дружина Артура Поммереля         |
| 2001      | ф  | Салон магії                   | Voyance et manigance                | Аньєс                            |
| 2003      | ф  | Любов зла                     | Le bison (et sa voisine Dorine)     | Рейн                             |
| 2003      | ф  | Дженіс і Джон                 | Janis et John                       | 1-ша жінка в автобусі            |
| 2003      | ф  | Бутик                         | France Boutique                     | Норма                            |
| 2005      | ф  | Чесні люди живуть у Франції   | Les gens honnêtes vivent en France  | Хло                              |
| 2005      | ф  | Година пробила                | La cloche a sonné                   | Наталі                           |
| 2005—2009 | с  | Венера і Аполлон              | Vénus & Apollon                     |                                  |
| 2005      | ф  | Ви такі прекрасні             | Je vous trouve très beau            | Maître Лабом                     |
| 2006      | ф  | Вдалий шанс                   | Essaye-moi                          | колега Жаклін                    |
| 2006      | ф  | Джунглі                       | La jungle                           | Наташа                           |
| 2006      | ф  | Школа для усіх                | L'école pour tous                   | Пашміна                          |
| 2007      | с  | Новели Гі Де Мопассана        | Chez Maupassant                     | Розалі                           |
| 2007      | с  | Що таке добре, що таке погано | Fais pas ci, fais pas ça            | Фаб'єн Лепік                     |
| 2008      | ф  | Літній час                    | L'heure d'été                       | Анжела                           |
| 2008      | ф  | Прощальний букет              | Bouquet final                       | марі Транато                     |
| 2010      | ф  | Маленькі секрети              | Les petits mouchoirs                | Вероніка Кантара                 |
| 2010      | ф  | Хто хоче бути коханим?        | Qui a envie d'être aimé?            | Гортензія                        |
| 2011      | ф  | Заборонений будинок           | Propriété interdite                 | Клер                             |
| 2011      | ф  | Перше кохання                 | Un amour de jeunesse                | мати Камілли                     |
| 2011      | ф  | Канікули на морі              | Le Skylab                           | тітка Мішлін                     |
| 2012      | ф  | Дядько Шарль                  | L'oncle Charles                     | Корінна                          |
| 2012      | с  | Романіст Мартен               | Le Romancier Martin                 |                                  |
| 2013      | ф  | Люди й поцілунки              | Des gens qui s'embrassent           | Кларисса Дорваль / Ірен Мелковіч |
| 2013      | ф  | Вулкан пристрастей            | Eyjafjallajökull                    | Валері                           |
| 2013      | ф  | Джекі в царстві жінок         | Jacky au royaume des filles         | шериф                            |
| 2014      | ф  | Напевно                       | À coup sûr                          | Béné Dorian                      |
| 2014      | ф  | Ані хвилини спокою            | Une heure de tranquillité           | Ельза                            |
| 2014      | ф  | Кохання - найкращі ліки       | Supercondriaque                     | Ізабель                          |
| 2015      | ф  | Ніколи в житті                | Jamais de la vie                    | Мілена                           |
| 2015      | ф  | Вододіл                       | Le grand partage                    | Беатріс Брецель                  |
| 2018      | ф  | Від сім'ї не втечеш           | La ch'tite famille                  | Лулу                             |

## Визнання
| Рік                                  | Категорія/Нагорода                                | Фільм                         | Результат | Результат |
| ------------------------------------ | ------------------------------------------------- | ----------------------------- | --------- | --------- |
| Телевізійний фестиваль в Монте-Карло |                                                   |                               |           |           |
| 2009                                 | Золота німфа видатній акторці (комедійний серіал) | Що таке добре, що таке погано | Перемога  |           |
| 2012                                 | Золота німфа видатній акторці (комедійний серіал) | Що таке добре, що таке погано | Номінація |           |
| Премія «Сезар»                       |                                                   |                               |           |           |
| 2011                                 | Найкраща акторка другого плану                    | Маленькі секрети              | Номінація |           |